# Centurion-Gletscher
Der Centurion-Gletscher ist ein kleiner und steiler Gletscher an der Fallières-Küste des Grahamlands im Norden der Antarktischen Halbinsel. Er fließt in nordwestlicher Richtung zur Neny Bay, die er zwischen Mount Nemesis und der Roman Four Promontory erreicht.
Erste Vermessungen des Gletschers nahmen Teilnehmer der British Graham Land Expedition (1934–1937) unter der Leitung des australischen Polarforschers John Rymill vor. Der Falkland Islands Dependencies Survey verfeinerte diese 1947 und gab ihm den an die Benennung der Roman Four Promontory angelehnte Benennung. Namensgebend ist der römische Centurio.